# Naakt (beeldende kunst)

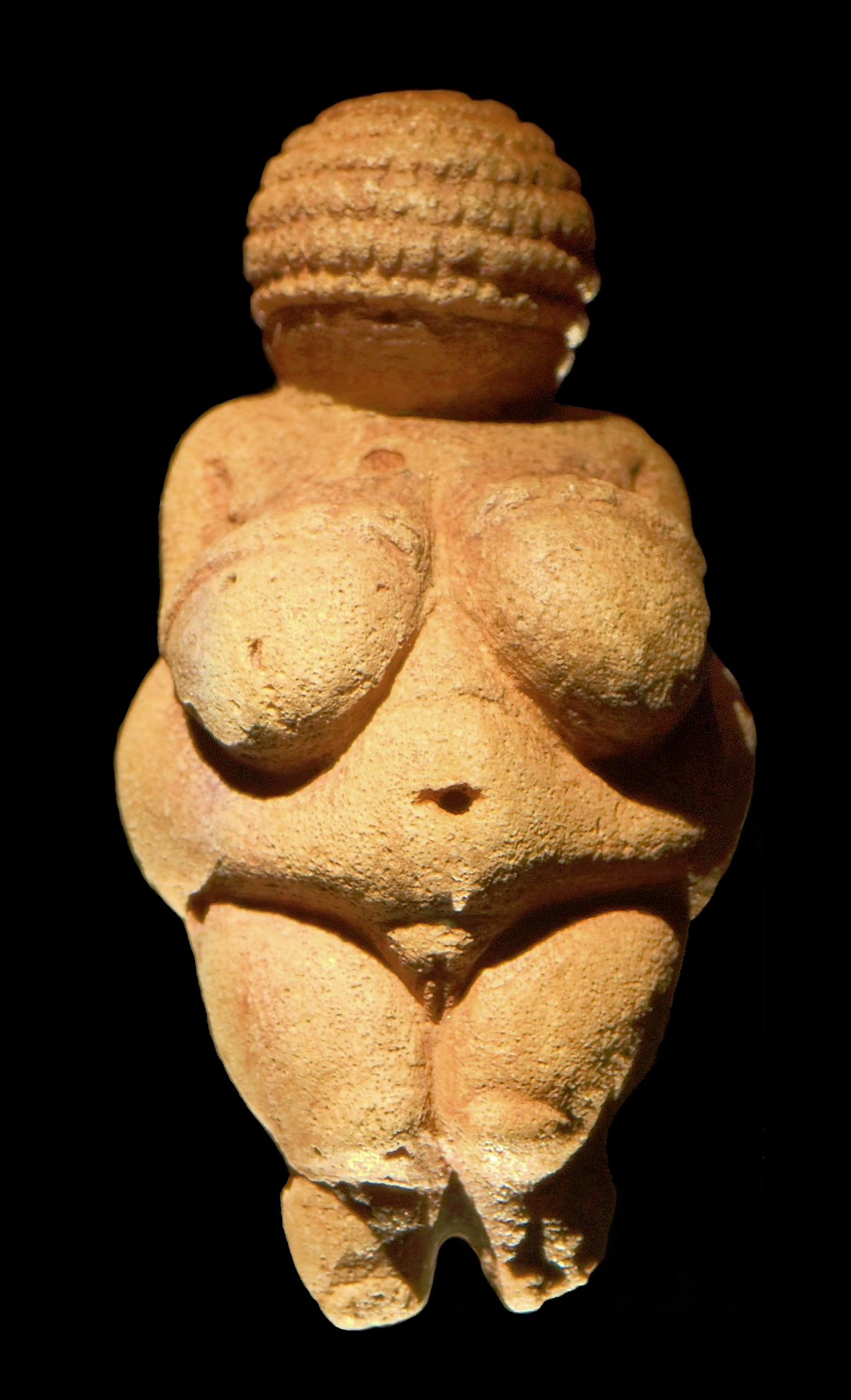
Venus van Willendorf

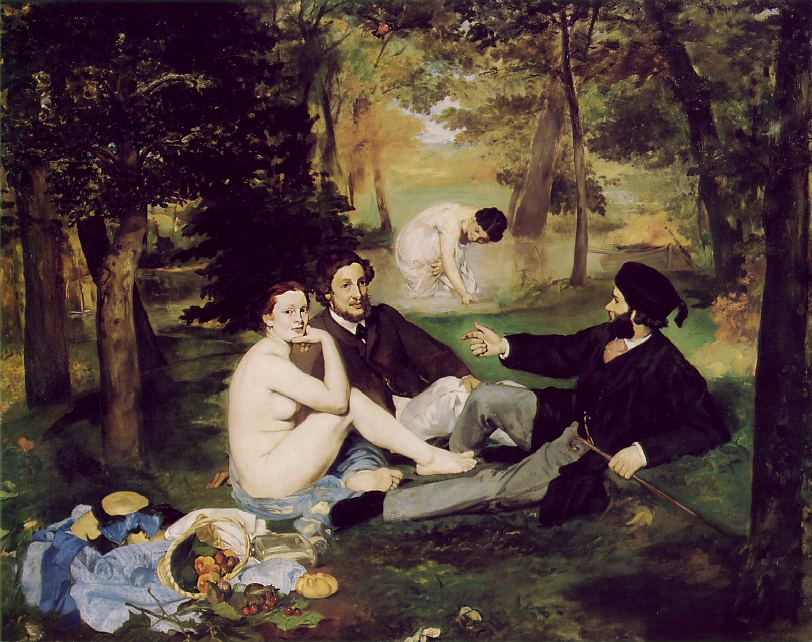
Le déjeuner sur l'herbe van Edouard Manet

Een naakt is in de kunstwereld, vooral in de schilder- en beeldhouwkunst en in de fotografie, een afbeelding van een naakte – meestal menselijke of mensachtige – figuur.
Naaktheid is al sinds de prehistorie een veelgebruikt kunstzinnig motief. Afbeeldingen van de naakte mens komen al voor in de prehistorie, onder andere in de vorm van Venusbeeldjes, die dan een cultische en niet zozeer een erotische bedoeling hebben.

## Oudheid
In de Oud-Griekse kunst kwamen beelden van naakte mannen veelvuldig voor. In de klassieke periode kwam het naakt als studie in beeld. Gespierd en getrainde lichamen waren populair. Sinds de 4e eeuw v.Chr. werden er ook vrouwelijke naakten, zoals de Aphrodite van Knidos, gebeeldhouwd.

## Middeleeuwen en Renaissance
In de Middeleeuwen werd men op dit gebied niet preutser, zoals wel vaak wordt aangenomen. Er kwamen naakten voor in afbeeldingen van goden, godinnen en Bijbelse figuren (ook als hun naaktheid in de Bijbel die hier niet aan de orde is). Naakt verdween in de middeleeuwse kunst dus niet. In de Renaissance en daarna werd het naakt een belangrijk onderwerp van de schilder-, beeldhouw- en grafische kunst. Het kwam voor dat naakt op last van de (geestelijke) autoriteiten werd overgeschilderd, zoals gebeurde met werk van Michelangelo in de Sixtijnse Kapel. 
Pas na de Middeleeuwen werden bloot, porno en naakt taboe-onderwerpen.

## Negentiende eeuw
In de 19e-eeuwse Franse schilderkunst werd het naakt aanvaard als het gebruikt werd in een 'klassieke' setting. Pas tegen het einde van de 19e eeuw werd het naakt van dergelijke keurslijven bevrijd. De impressionisten toonden het naakt in andere en verrassende settings, zoals in Édouard Manets Dejeuner sur l'herbe. Het werd in de Parijse salons als schokkend ervaren, zoals blijkt uit de reacties op Manets Olympia.

Bij een opleiding tot beeldend kunstenaar behoorde het tekenen naar naaktmodel lange tijd tot de verplichte oefeningen voor beginnende en gevorderde studenten. Door het tekenen van modellen naar de waarneming ontwikkelden de studenten hun opmerkingsgave en hun gevoel voor proporties.

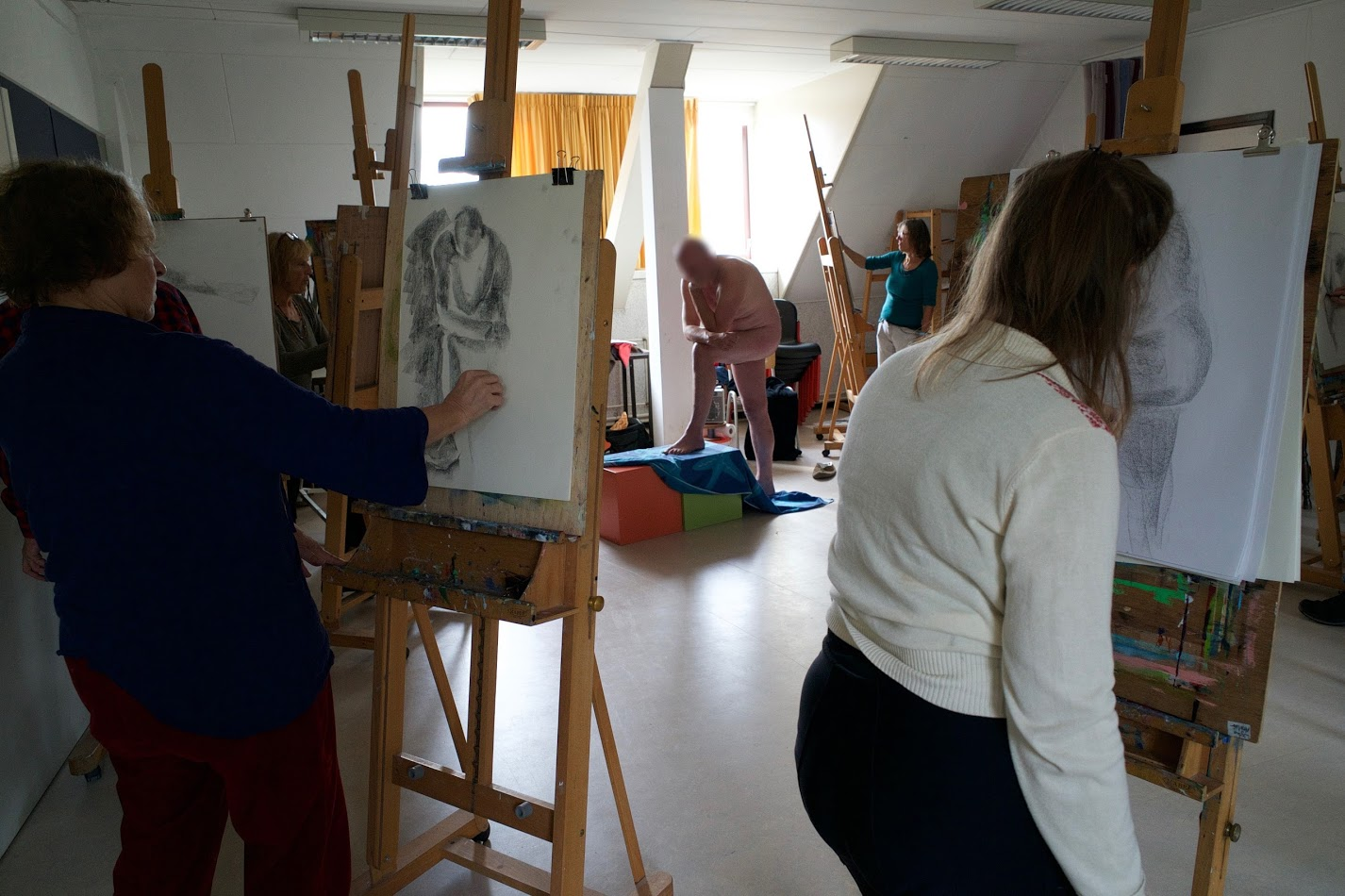
Masterclass Sam Drukker Wijk bij Duurstede 2018 naaktmodel